# Neàpolis de la Còlquida
Neàpolis (en grec antic Νεάπολις) era una ciutat de la Còlquida, al Caucas, situada al sud de Dioscurias, i al nord de Fasis (Phasis) a la vora del riu Chobos o Chorsos, segons diuen el Periple de Pseudo-Escílax i Claudi Ptolemeu.